# Obagueta del Capblanc

L'Obagueta del Capblanc, respecte del terme d'Abella de la Conca

L'Obagueta del Capblanc, o del Cap Blanc, com consta en alguns mapes, és una obaga del terme municipal d'Abella de la Conca, a la comarca del Pallars Jussà.
Està situada al vessant sud-oest, sud i sud-est de la Cantonera de les Guineus, a l'esquerra del barranc de la Vall, al damunt -nord-est- dels Feixans de l'Espluga del Rito i al davant, també al nord-est, del Turó de l'Espluga Redona.

## Etimologia
Com molts altres, aquest topònim és romànic i de caràcter descriptiu. Es refereix a una obaga petita situada sota d'una roca de la cinglera de la Serra de Carreu, on tenia terres el Capblanc (grafiat Capblanch en algunes èpoques), un pagès d'Abella de la Conca d'aquest cognom.